# Meier Valley
Das Meier Valley ist ein Tal an der Loubet-Küste des Grahamlands auf der Antarktischen Halbinsel. Auf der Arrowsmith-Halbinsel liegt es unmittelbar östlich des Mount St. Louis. 
Luftaufnahmen der Falkland Islands and Dependencies Aerial Survey Expedition (1956–1957) dienten seiner Kartierung. Das UK Antarctic Place-Names Committee benannte es 1960 nach dem US-amerikanischen Geologen und Glaziologen Mark Frederick Meier (* 1925), der 1952 am Beispiel des Saskatchewan-Gletschers in Kanada erstmals die Eisspannung an der gesamten Oberfläche eines Gletschers ermittelt hatte.